# 11. септембар
11. септембар (11.9.) је 254. дан у години по грегоријанском календару (255. у преступној години). До краја године има још 111 дана.

## Догађаји
- 1297 — Шкоти под командом Ендруа Марија и Вилијама Валаса су поразили енглеску војску у бици на Стерлиншком мосту.
- 1697 — Хабсбуршка војска под командом принца Еугена Савојског је поразила османску војску у бици код Сенте, чиме се практично завршио Велики турски рат.
- 1709 — Англо-холандско-аустријске трупе под командом војводе од Марлбороа и принца Еугена Савојског оствариле Пирову победу против Француза у бици код Малплака, великој бици у Рату за шпанско наслеђе и најкрвавијој бици 18. века.
- 1714 — Након 14 месеци опсаде, бурбонска војска је заузела Барселону у Рату за шпанско наслеђе.
- 1870 — Краљ Сардиније Виктор Емануел II напао Папску државу у Риму, а 1871. преселио своју престоницу у Рим и уселио се у палату Квиринал. Папа се повукао у Ватикан и од тада његов суверенитет ограничен само на ватиканске палате.
- 1922 — Лига народа, упркос протестима Арапа, потврдила британски мандат над Палестином.
- 1944 — Југословенски партизани су ослободили Мљет.
- 1950 — У Дубровнику (ФНРЈ) је затворена 9. шаховска олимпијада. Златну медаљу освојила је екипа домаћина — Југославија, сребро је освојила Аргентина, док је бронза припала репрезентативцима Западне Немачке. Иначе, то је било прво спортско такмичење на којем се појавила репрезентација Западне Немачке.
- 1962 — Британска група „Битлс“ снимила први сингл „Love me do“.
- 1973 — Војним пучем у Чилеу оборен је председник Салвадор Аљенде и на власт је дошла војна хунта на челу са генералом Аугустом Пиночеом.
- 1974 — У Гилфорду основан британски састав Стренглерси.
- 1995 — На хиљаде људи демонстрирало улицама Париза у знак протеста због обнављања француских нуклеарних проба у јужном Пацифику.
- 1997 — Шкоти на референдуму прихватили план британске лабуристичке владе за успостављање парламента Шкотске, први пут после готово 300 година.
- 2000 — Руски и амерички космонаути Јуриј Маленченко и Едвард Лу успешно окончали шесточасован излазак у отворен космос на Међународној космичкој станици.
- 2001 — У самоубилачком нападу отетим авионима на Светски трговински центар у Њујорку и зграду Пентагона у Вашингтону, погинуло око 3.000 људи.
- 2013 — Више од милион Каталонаца је направило људски ланац као знак подршке независности Каталоније.

## Рођења
- 1524 — Пјер де Ронсар, француски писац. (прем. 1585)
- 1880 — Добрица Милутиновић, српски глумац. (прем. 1956)
- 1859 — Вјенцеслав Новак, хрватски писац, публициста, музички критичар и педагог. (прем. 1905)[1]
- 1893 — Миодраг Борисављевић, српски писац. (прем. 1978)
- 1902 — Жарко Зрењанин, југословенски револуционар, учесник Народноослободилачке борбе, један од организатора устанка у Војводини и народни херој Југославије. (прем. 1942)
- 1903 — Теодор Адорно, немачки филозоф, социолог, психолог и музиколог. (прем. 1969)
- 1914 — Патријарх српски Павле, поглавар Српске православне цркве. (прем. 2009)
- 1923 — Василије Мокрањац, српски композитор. (прем. 1984)
- 1933 — Никола Пјетранђели, италијански тенисер.
- 1934 — Живорад Чековић, српски хемичар и академик САНУ.[2]
- 1935 — Герман Титов, совјетски космонаут, други човек у космосу. (прем. 2000)
- 1940 — Брајан де Палма, амерички редитељ, сценариста и продуцент.
- 1944 — Милован Витезовић, српски писац, песник, афористичар, сценариста, драматург и есејиста. (прем. 2022)
- 1944 — Евералдо, бразилски фудбалер. (прем. 1974)
- 1945 — Франц Бекенбауер, немачки фудбалер и фудбалски тренер. (прем. 2024)
- 1953 — Рене Гајер, аустралијска певачица. (прем. 2023)
- 1958 — Роксaн Досон, америчка глумица, продуценткиња, редитељка и сценаристкиња.
- 1959 — Џон Хокс, амерички глумац.
- 1960 — Хироши Амано, јапански физичар, добитник Нобелове награде за физику (2014).
- 1961 — Вирџинија Мадсен, америчка глумица.
- 1962 — Хулио Салинас, шпански фудбалер.
- 1965 — Башар ел Асад, сиријски политичар, председник Сирије (2000—данас).[3]
- 1965 — Моби, амерички музичар и музички продуцент.
- 1968 — Славен Билић, хрватски фудбалер и фудбалски тренер.
- 1968 — Љубинко Друловић, српски фудбалер и фудбалски тренер.
- 1970 — Тараџи Хенсон, америчка глумица и певачица.
- 1975 — Сали Селтман, аустралијска музичарка и музичка продуценткиња.
- 1975 — Мими Фидлер, немачка глумица.
- 1977 — Џони Бакланд, енглески музичар, најпознатији као гитариста групе Coldplay.
- 1977 — Лудакрис, амерички хип хоп музичар и глумац.
- 1978 — Дејан Станковић, српски фудбалер и фудбалски тренер.
- 1979 — Ерик Абидал, француски фудбалер.
- 1979 — Давид Пизаро, чилеански фудбалер.
- 1983 — Ђорђе Мићић, српски кошаркаш.
- 1985 — Шон Ливингстон, амерички кошаркаш.
- 1986 — Урош Трипковић, српски кошаркаш.
- 1987 — Тајлер Хочлин, амерички глумац.
- 1993 — Маркус Пејџ, америчко-српски кошаркаш.
- 1999 — Ања Павићевић, црногорска глумица.

## Смрти
- 1773 — Шћепан Мали, лажни руски цар Петар III.
- 1822 — Алојзи Фортунат Жулковски, пољски глумац. (рођ. 1777)
- 1971 — Никита Хрушчов, руски државник. (рођ. 1894)
- 1973 — Салвадор Аљенде, председник Чилеа. (рођ. 1908)
- 1978 — Рони Петерсон, шведски аутомобилиста. (рођ. 1944)
- 1979 — Агостињо Нето, анголски државник и песник. (рођ. 1922)
- 1982 — Јован Миладиновић, југословенски фудбалер. (рођ. 1939)
- 1999 — Момчило Ђујић, српски четнички војвода. (рођ. 1907)
- 2003 — Ана Линд, министар спољних послова Шведске. (рођ. 1957)
- 2015 — Слободан Ж. Марковић, српски историчар књижевности. (рођ. 1928)[4]

## Празници и дани сећања
- 1830 — Проглашена република Еквадор као део конфедерације Колумбије.
- 1921 — Основан Југословенски атлетски савез.